# Paul Herijgers
Paul Herijgers (ur. 22 listopada 1962 w Herentals) – belgijski kolarz przełajowy, górski i szosowy, mistrz świata i zdobywca Pucharu Świata w kolarstwie przełajowym.

## Kariera
Największe sukcesy w karierze Paul Herijgers osiągnął w 1994 roku. Zdobył wtedy złoty medal w kategorii elite podczas przełajowych mistrzostw świata w Koksijde. W zawodach tych wyprzedził bezpośrednio Holendra Richarda Groenendaala oraz swego rodaka Erwina Verveckena. Był to jednak jedyny medal wywalczony przez niego na międzynarodowej imprezie tej rangi. W sezonie 1993/1994 zwyciężył też w klasyfikacji generalnej Pucharu Świata w kolarstwie przełajowym. Pozostałe miejsca na podium również zajęli Belgowie: Danny De Bie i Marc Janssens. W 1992 roku został mistrzem Belgii w kolarstwie górskim. Brał też udział w wyścigach szosowych, jednak bez większych sukcesów.